# Голубев, Владимир Алексеевич
Влади́мир Алексе́евич Го́лубев (1933, Москва — 1998, Санкт-Петербург) — советский конструктор ракетной и артиллерийской техники. Лауреат Государственной премии СССР.
Академик Российской академии ракетных и артиллерийских наук, доктор технических наук (1995), профессор Балтийского государственного технического университета им. Д. Ф. Устинова («Военмех»).

## Биография
Родился 20 декабря 1933 года в Москве в семье агронома-экономиста. В 1951 году окончил школу с золотой медалью в Ярославле.
После окончания Военмеха в 1957 году прошел путь от инженера-конструктора до главного конструктора Особого конструкторского бюро № 9 (ОКБ-9) Уралмашзавода в Свердловске, став преемником и продолжателем дела выдающегося конструктора оружия Ф. Ф. Петрова:
- в 1965 — первый заместитель начальника ОКБ-9 — главного конструктора Уралмашзавода,
- в 1967 — первым заместителем начальника Отдела главного конструктора серийных машин (ОГК СМ).

С 1974 по 1992 годы Голубев занимал должность начальника ОГК СМ — главного конструктора завода, с 1992 по 1995 — работал на Уралмашзаводе Главным конструктором специальной техники.
В 1995 году перешёл на работу в Балтийский государственный технический университет (БГТУ, «Военмех») им. Д. Ф. Устинова профессором кафедры Факультета прикладной механики и автоматики.
Умер 24 марта 1998 года в Санкт-Петербурге.

## Разработки
- Под руководством Владимира Алексевича Голубева созданы буксируемые полевые артиллерийские орудия — 152-мм гаубица 2А61 и 125-мм противотанковая пушка с самодвижением 2А45М, разработан принципиально новый тип артиллерийских орудий системы «Нона», нашедших широкое применение.
- При активном участии Голубева разработана ракеты МР-12, Д-90Т, Д-90С.
- Голубев стоял у истоков создания противолодочной управляемой ракеты для подводных лодок со стартом из торпедных аппаратов, внёс значительный вклад в отработку реактивной бомбомётной установки для надводных кораблей Военно-Морского Флота.
- Под его руководством спроектированы, изготовлены и испытаны опытные образцы: комплекс орудий — 122-мм гаубица, 100-мм нарезная пушка, 100-мм гладкоствольная пушка, выполненные на одном лафете; 152-мм буксируемая пушка; 125-мм орудие для самоходной противотанковой пушки; 122-мм лёгкая буксируемая пушка «Роза».
- В 1984 году под руководством Голубева были завершены разработки и начались поставки высокоэффективных 125-мм танковых пушек 2А46М для основного боевого танка Т-72А и 125-мм танковых пушек 2А46М-1 для основного боевого танка Т-80. С принятием на вооружение танков Т-90 их также стали оснащать пушками 2А46М.

## Награды
- Награждён орденами Ленина (1990), Октябрьской Революции (1977), Трудового Красного Знамени (1966), медалями.
- Лауреат Государственной премии СССР (1981).